# 센트럴 파크 동물원

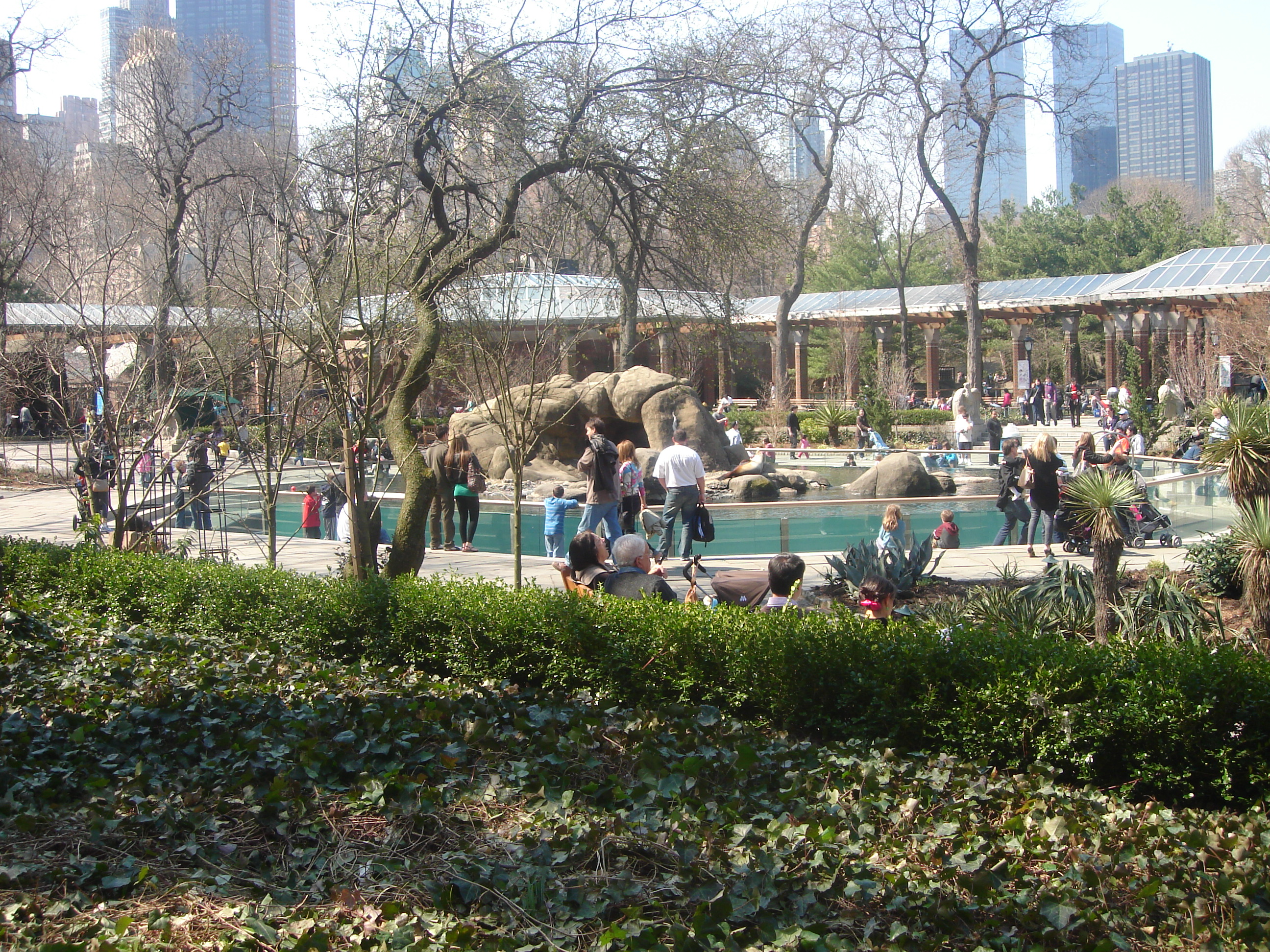
센트럴 파크 동물원

센트럴 파크 동물원(Central Park Zoo)은 미국의 뉴욕주 맨해튼 센트럴 파크에 위치한 동물원이다.